# Microscapha clavicornis
Microscapha clavicornis là một loài bọ cánh cứng trong họ Melandryidae. Loài này được LeConte miêu tả khoa học năm 1866.